# West Ginge
West Ginge – przysiółek w Anglii, w hrabstwie Oxfordshire. Leży 5,3 km od miasta Wantage, 20,5 km od miasta Oksfordu i 88,5 km od Londynu. W latach 1870–1872 miejscowość liczyła 55 mieszkańców. West Ginge zostało wspomniane w Domesday Book (1086) jako Gainz.